# Souimanga à ailes dorées
Drepanorhynchus reichenowi
Espèce
Répartition géographique
Statut de conservation UICN

 LC  : Préoccupation mineure
Le Souimanga à ailes dorées (Drepanorhynchus reichenowi) est une espèce de passereaux de la famille des Nectariniidae. Trois sous-espèces sont actuellement reconnues. Il vit en République démocratique du Congo, Tanzanie, Ouganda et au Kenya.

## Description

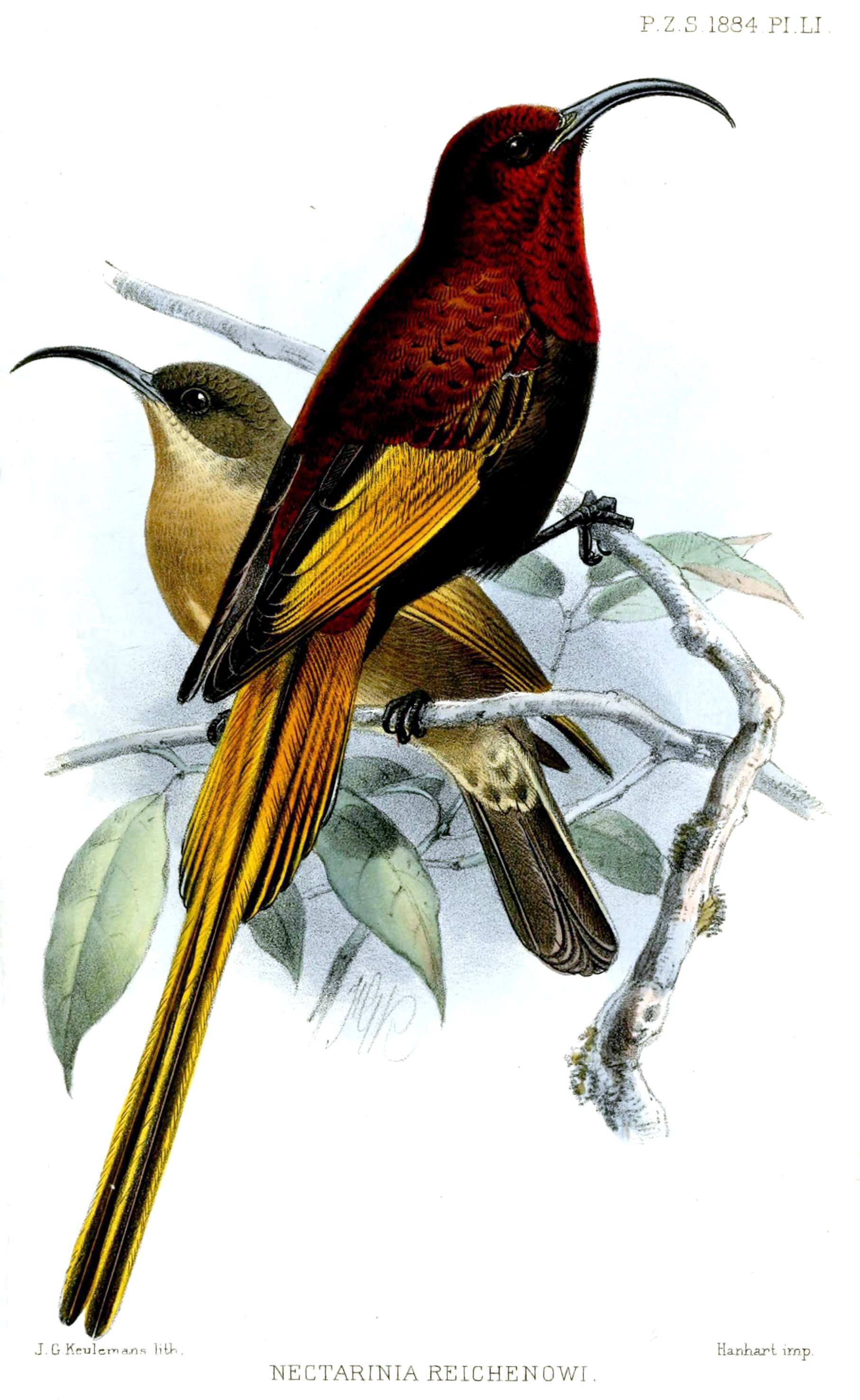
Peinture représentant un couple de Souimanga à ailes dorées - Keulemans, 1884.

Le Souimanga à ailes dorées mâle est long de 23 centimètres et possède de longues rectrices à la queue (appelées filets) tandis que la femelle est longue de 15 centimètres. Les plumes bordées de jaune de la queue et des ailes permettent de le reconnaître facilement aussi bien chez le mâle que chez la femelle. Chez le mâle, les plumes du corps sont habituellement noires mates mais prennent lors de la période de reproduction une teinte cuivrée-métallique rougeâtre assez visible. Le dessous du mâle est marron-brun. La femelle est olive sur le dessus et jaunâtre sur le dessous. Les jeunes ont une apparence similaire aux femelles mais sont plus foncés sur le dessous.
Lorsque le Souimanga à ailes dorées butine des fleurs de l'espèce Crotalaria agatiflora, une fine couche de pollen jaune se dépose au niveau de la calotte. Les plumes sur le devant de la calotte ne se rejoignent pas complètement au niveau de la partie supérieure du bec, créant ainsi une rainure de peau en V pouvant être longue de jusqu'à 9,5 mm et large de jusqu'à 3,2 mm près du bec. Cette rainure s'accumule de pollen lorsque l'oiseau se nourrit du nectar de la fleur, pollinisant ainsi d'autre fleurs lorsque le souimanga butinera plus loin. Cette rainure est ainsi un exemple d'ornithogamie et est le fruit d'une co-évolution entre ces fleurs et le bec de cet oiseau.

## Écologie et comportements

### Comportement social
L'espèce vit usuellement seul ou en couple, mais rejoint parfois de grands rassemblements de souimangas à ailes dorées à la recherche de nourriture. Elle butine parfois en compagnie d'autres espèces de souimangas vivant dans les régions montagneuses, comme au Kenya, sans toutefois rejoindre des regroupements tels que des volées mixtes d'alimentation.

### Vocalisation
Le cri d'appel se compose de faibles notes crissantes jwee et tweep, et d'un chant ressemblant à un rapide cha-cha-cha-cha-cha suivi d'un rapide chuk-chi-chi-check ou cher-cher-cher. Son chant se compose de courts éclats de gazouillements entrecoupés de jacassements et de hauts chi-chi-chi.

### Alimentation

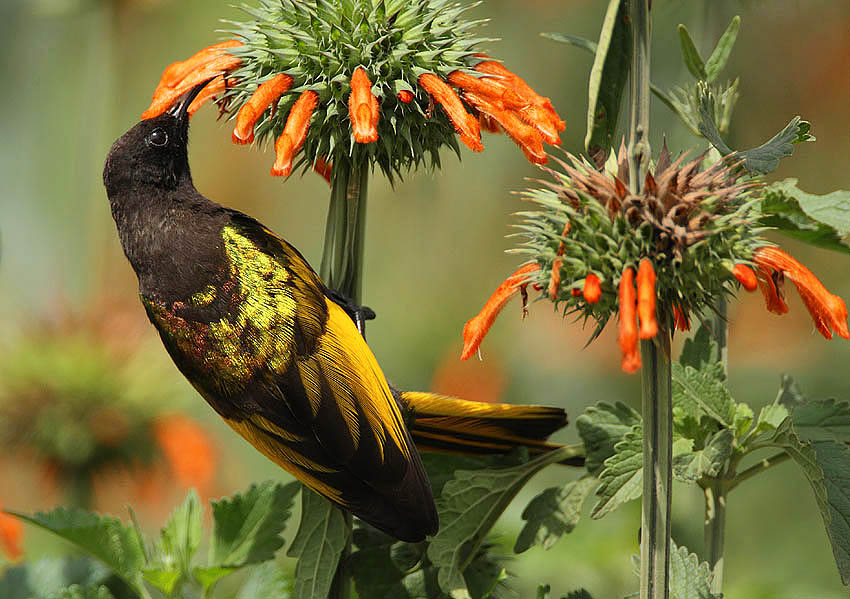
Un individu au Kenya se nourrissant du nectar d'une fleur Leonotis nepetifolia.

Le Souimanga à ailes dorées est nectarivore et se sert du nectar des fleurs de la plante Leonotis nepetifolia comme principale source de nourriture, mais se nourrit également de manière irrégulière d'autres espèces de fleurs parmi lesquelles des espèces du genre Crotalaria comme C. agatiflora et Erythrina abyssinica, mais également des espèces du genre Fuchsia, Ipomoea batatas, Jacaranda mimosifolia, et Phragmanthera dschallensis, ainsi que d'autres espèces de pois. Durant la période de reproduction, il se nourrit également de fleurs d’Aloe graminicola et de Leonotis mollissima. L'espèce est occasionnellement insectivore et peut se nourrir d'imagos de coléoptères, diptères, hyménoptères ou de larves d'insectes.

### Comportement territorial
L'espèce est territoriale, et, hors période de reproduction, les souimangas à ailes dorées défendent des regroupements de Leonotis nepetifolia au Kenya, cette plante fleurissant en juillet alors que peu d'autres espèces sont en fleurs. Ce comportement territorial peut être expliqué par la théorie de la stratégie optimale de recherche de nourriture : la défense d'une ressource à un coût (dépense d'énergie, risque de blessures) et un bénéfice (priorité sur l'accès à la ressource), un individu pouvant récolter jusqu'à 76 % de ses besoins journaliers sur son territoire.
Les souimangas sont diurnes et partagent généralement leur journée entre défendre leur territoire, butiner du nectar et au repos sur un perchoir. Les coûts énergétiques pour chacune de ces activités ont été calculés, et, en comparant les dépenses énergétiques nécessaires pour défendre leurs territoires au profit énergétique tiré du nectar supplémentaires que cela rapporte, les oiseaux territoriaux font un net profit énergétique. En défendant son territoire, un oiseau empêche d'autres consommateurs de nectar de s'approcher et, ainsi, augmente la quantité de nectar disponible sur chaque fleur. Les souimangas satisfont alors leur demande énergétique plus rapidement, passent beaucoup moins de temps à butiner et peuvent donc passer plus de temps posés sur leur perchoir, ce qui est beaucoup moins coûteux en énergie que de butiner. Toutefois, cette économie d'énergie doit être évaluée par le souimanga par rapport à la dépense d'énergie nécessaire à défendre les fleurs, et alors, si les fleurs défendues présentent suffisamment de nectar, il est plus facile de partager le surplus avec d'autres oiseaux. Mais lorsque les fleurs possèdent trop peu de nectar, par exemple à cause d'une mauvaise saison, les oiseaux deviennent plus territoriaux, à moins que les taux de nectars soient trop bas au point de ne pas pouvoir compenser les coûts liés à la défense .
Habituellement les territoires sont occupés par un seul individu mais, parfois, une femelle peut cohabiter avec un mâle sur un même territoire et participer aussi à sa défense. Ce partage pourrait être lié à un modèle prolongé et complexe de formation de couples. Les territoires peuvent être défendus par des spécimens de tout âge et de tout sexe, y compris par des oiseaux juvéniles. Les oiseaux défendent leurs territoires à la fois d'autres souimangas de la même espèce et contre des oiseaux d'autres espèces de souimangas vivant dans les environs. La réussite de la défense du territoire dépend en partie de la relation de dominance écologique (en) avec l'intrus, et des individus plus tenaces d'espèces d'oiseaux plus grandes, comme le Souimanga bronzé, peuvent réussir à s'y nourrir. La taille des territoires varie grandement, pouvant aller de 6,7 à 2 300 m2, mais chaque territoire contient approximativement le même nombre de fleurs.
Parfois, lorsqu'un souimanga à ailes dorées femelle s'introduit sur le territoire d'un souimanga bronzé, elle arbore un comportement de quémandage (en) en faisant frémir ses ailes et en déployant sa queue. À la suite de cette manœuvre, le souimanga bronzé tolère le butinement du souimanga à ailes dorées sur son territoire. Le souimanga femelle écarte ses pattes sur la tige d'une plante Leonotis, tourne son corps à 90° de la tige et bouge et évente les plumes de leur queues à des degrés variables.
Les agressions liées à la défense du territoire sont plus fréquentes en fin de journée.

### Reproduction
La période de ponte varie en fonction de la région où habite l'individu : en République démocratique du Congo, la période de ponte à lieu au mois de mai, en Afrique de l'Est, de janvier à avril ainsi que de juin à décembre, au Kenya, en janvier et en octobre et en Tanzanie, au mois de février.
La sous espèce reichenowi niche à environ un mètre du sol au sommet d'un chardon. Elle pond un seul œuf blanchâtre fortement mouchetée de marron formant une grande tâche à la base de l’œuf. La hauteur de l’œuf varie de 19,8 à 21,0 mm (avec une hauteur moyenne de 20,6 mm) et sa largeur peut aller de 13,0 à 14,6 mm (avec en moyenne une largeur de 13,8 mm).
La sous-espèce lathburyi niche quant à elle à environ 1,50 m du sol sur une Leonotis elliottii, et construit son nid, de forme sphérique, avec de fines herbes tapissées de plantes.
Concernant la sous-espèce shellyae, celle-ci construit à 1,50 m du sol dans des buissons isolés des nids large d'environ 70 mm et haut de 190 mm avec une entrée d'un diamètre de 30 mm, à environ 40 mm du haut du nid. Ce nid peut être constitué d'herbes séchées revêtues de pappus, et comporte alors un porche, ou est constitué de tiges de fleurs séchées, d'usnée et de fils de la vierge, tapissées de pappus, et ne comporte alors pas de porche. Elle pond des œufs haut d'environ 20,5 mm et large d'environ 14,2 mm.
La plus grande longévité attestée pour le Souimanga à ailes dorées est de neuf ans et six mois.

### Prédateurs et parasites
Le Souimanga à ailes dorées possède un ectoparasite connu, le poux d'oiseau Ricinus timmermanni.

## Distribution et habitat
Le Souimanga à ailes dorées est présent en République Démocratique du Congo, Tanzanie, Ouganda et au Kenya, entre des altitudes de 1 170 et 2 300 mètres. Il vit principalement au niveau des clairières et lisières de forêts montagneuses et de forêts de bambous, mais également dans des pelouses broussailleuse et peut même être aperçu dans des jardins ou près de zones cultivées. L'espèce est nomade dans la région où elle habite, et suit les réserves de nourritures. Des études de terrain au Kenya montrent que les souimangas à ailes dorées vivent dans les zones montagneuses en suivant une répartition géographique similaire à celle des Leonotis.
Les souimangas à ailes dorées montent et descendent dans les montagnes en fonction des saisons et des périodes de floraisons. Le baguage de certains spécimens ont ainsi révélés des déplacements d'au moins 101 km pour une femelle et 65 km pour un mâle, accompagnés de variations d'altitudes de 1 600 à 2 530 m pour ce dernier.

## Taxinomie et systématique
- ssp. reichenowi
- ssp. reichenowi + ssp. lathburyi
- ssp. shellyae

Aire de répartition des différentes sous-espèces de Souimanga à ailes dorées.
ssp. reichenowi
ssp. shellyae

Le naturaliste allemand Gustav Adolf Fischer décrivit le Souimanga à ailes dorées en 1884, le nom scientifique de l'espèce honorant Anton Reichenow. Il est classifié comme la seule espèce du genre Drepanorhynchus ou est placé parfois dans le gène Nectarinia.
Trois sous-espèces sont reconnues (reichenowi, lathburyi, shellyae). La sous-espèce reichenowi, décrite par Gustav Adolf Fischer en 1884, vit dans le Sud et dans l'Ouest de l'Ouganda, au Kenya (y compris au Mont Kilimandjaro) et en Tanzanie. La sous-espèce lathburyi, décrite par John Georges Williams en 1956, est plus petite et possède un plumage avec une teinte plus rouge-métallique. Elle peut être trouvée dans des régions plus montagneuses du Kenya de 1700 à 2 300 mètres. La sous-espèce shellyae, décrite par Alexandre Prigogine en 1952 et nommée en hommage à son épouse Shelly Prigogine, se différencie par des femelles avec une calotte grise au lieu de verte. Elle peuple les forêts d'altitude du rift Albertin au-delà de 2 100 mètres d'altitude.